# General Electric TF39
General Electric TF39 je dvouproudový motor s vysokým obtokovým poměrem vyvinutý pro velký nákladní letoun Lockheed C-5 Galaxy. TF39 byl vůbec prvním kdy vyvinutým vysoce výkonným dvouproudovým motorem. Vývoj dále pokračoval, čímž vznikl motor CF6 a také posloužil jako základ pro lodní a průmyslovou plynovou turbínu General Electric LM2500. 7. září 2017 uskutečnil poslední aktivní C-5A poháněný motory TF39 poslední let na Davis–Monthanovu leteckou základnu a poté byl vyřazen. Motory TF39 tak byly vyřazeny a všechny zbývající aktivní letouny C-5 Galaxy jsou nyní poháněny motory General Electric F138-GE-100 (CF6).

## Specifikace (TF39-1C)

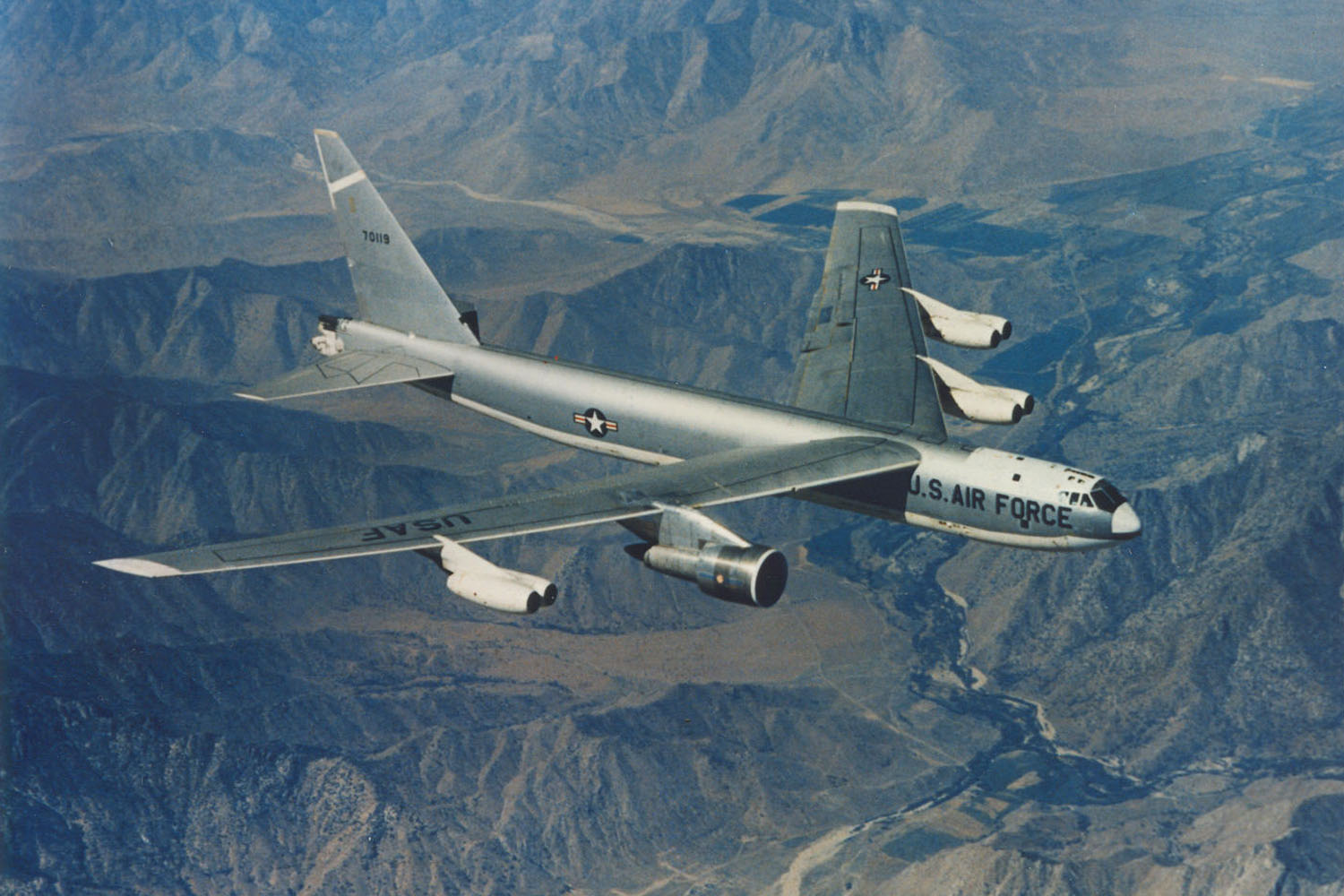
Boeing B-52E (s.č. 57-0119) s motorem TF39. Motor TF39 měl dvojnásobný tah než oba motory Pratt & Whitney J57.

### Technické údaje
- Typ: dvouproudový motor
- Průměr: 2,46 m
- Délka: 7,92 m
- Hmotnost suchého motoru: 3 630 kg

### Součásti
- Kompresor: 2 stupně dmychadla, 16 stupňů vysokotlakého axiálního kompresoru
- Spalovací komora: prstencová
- Turbína: 2 vysokotlaké stupně, 6 nízkotlakých stupňů

### Výkony
- Maximální tah: 193 kN)
- Celkový poměr stlačení: 25:1
- Spotřeba paliva: ~3,7646 lb/s (1,7075 kg/s)
- Měrná spotřeba paliva:0,313 lb/lbf-hr
- Poměr tah/hmotnost: 5,4:1